# Donata Gottardi
Donata Maria Assunta Gottardi (ur. 17 października 1950 w Weronie) – włoska polityk, nauczyciel akademicki, eurodeputowana VI kadencji.

## Życiorys
W 1974 ukończyła studia ekonomiczne. Zajęła się działalnością naukową, specjalizując się w prawie pracy. Objęła stanowisko profesora na Wydziale Prawa Uniwersytetu w Weronie. Została kierownikiem studium podyplomowego. Pełniła funkcję prorektora swojej uczelni (od 2004 do 2006), a wcześniej dyrektora departamentu studiów prawniczych.
Była zastępcą krajowego radcy ds. równouprawnienia przy ministrze pracy (1995–2002), radcą prawnym przy Ministerstwie Solidarności Społecznej i przy Ministerstwie Równych Szans. Współpracowała z Demokratami Lewicy.
W 2006 objęła mandat deputowanej do Parlamentu Europejskiego z ramienia Drzewa Oliwnego. Była członkinią Grupy Socjalistycznej oraz Komisji Gospodarczej i Monetarnej. W PE zasiadała do 2009. W 2007 przystąpiła ze swoim ugrupowaniem do Partii Demokratycznej.